# Santol (Philippinen)
Santol ist eine Stadtgemeinde in der philippinischen Provinz La Union. Im Jahre 2015 zählte sie 12.476 Einwohner. Santol ist hauptsächlich bergig und nur im Tal teilweise flach. Die meisten Einwohner gehören dem christlichen Glauben an und sprechen Ilokano.
Santol ist in folgende elf Baranggays aufgeteilt:
- Corrooy
- Lettac Norte
- Lettac Sur
- Mangaan
- Paagan
- Poblacion
- Puguil
- Ramot
- Sapdaan
- Sasaba
- Tubaday